# 2012년 서울국제여성영화제
제14회 서울국제여성영화제는 2012년 4월에 개최된 영화제이다. 신촌 아트레온, CGV송파, 한국영상자료원, 서울여성플라자 아트홀 봄, 강동어린이회관에서 개최되었으며 사회자는 변영주이다.

## 수상 및 후보

### 최우수상
- 낮과 밤 - 유은정 수상

### 우수상
- 공기 중 무언가 - 이람 구프란 수상
- 쿵푸 할머니 - 박정원 수상

### 관객상
- 마취 - 김석영 수상

### 심사위원 특별언급상
- 마취 - 김석영 수상

### 극영화 아트레온상
- 속아도 꿈결, 속여도 꿈결 - 강혜연 수상

### 아트레온 우수상
- 이별 징크스 - 신은영 수상
- 우리 시대의 소설가 - 김미진 수상
- 다큐멘터리 옥랑문화 수상작
- 탐욕의 제국 - 홍리경 수상

### 극영화 관객인기상
- 속아도 꿈결, 속여도 꿈결 - 강혜연 수상

### 다큐 관객인기상
- 탐욕의 제국 - 홍리경 수상

### 서울여성비전상
- 속아도 꿈결, 속여도 꿈결 - 강혜연 수상

### 아이틴즈 대상
- 톰보이 - 셀린 시아마 수상

### GS칼텍스 상
- 달빛 아래에서 - 야간고등학교의 기억 - 오타 나오코 수상
- 핑크 리본 주식회사 - 레아 풀 수상
- 아시아 단편경선:국내작품부문
- 오늘의 뉴스 - 정은경
- 열일곱, 그리고 여름 - 조슬예
- 낮과 밤 - 유은정
- 행복엄마의 오디세이 - 이현경
- 마취 - 김석영
- 그들은 대화중 - 이민아
- 여기, 우리가 만나는 곳 - 김민
- 청이 - 김정인
- 혼자있는시간 - 최린
- 아시아 단편경선:해외작품부문
- 거북이와 눈물 - 초우 써웨이
- 저녁 - 캐즈 차이
- 스위밍 풀 - 푸앙소이 악선사왕
- 쿵푸 할머니 - 박정원
- 친밀한 사이 - 쉑 와이 만 아다
- 우리집 뒤 골목길 - 쉬란 사아디
- 공기 중 무언가 - 이람 구프란
- 타이디 업 - 오카와 사쓰키

### 새로운 물결
- 두 개의 불길 사이에서 - 아그니에슈카 우카시악
- 죽음의 바다 - 리나 마니메카라이
- 엘르 - 마우고시카 슈모프스카
- 걸 모델 에이전트 - 애슐리 사빈 외1명
- 왕자가 된 소녀들 - 김혜정
- 밍크코트 - 신아가 외1명
- 핑크 리본 주식회사 - 레아 풀
- 트위기 - 엠마누엘 밀레
- 그녀가 본 유에프오 - 구오 시아루
- 여성 예술가의 일기장 - 질 샤프
- 지스팟, 여성 쾌락에 대한 이야기 - 질 보봉 외1명
- 슈퍼 파워 - 다이앤 버즈틸
- 제너레이션 - 바바라 해머 외1명
- 말은 은유가 아니다 - 바바라 해머 외1명
- 마야 데렌의 싱크 - 바바라 해머
- 베를린의 연인 - 도리스 도리
- 오늘 - 이정향
- 빛의 여행 - 강연하
- 나 나 나: 여배우 민낯 프로젝트 - 부지영
- 나의 꿈은 - 이애림

### 퀴어 레인보우
- 완벽한 가족? - 앤 렌튼
- 톰보이 - 셀린 시아마
- 동성애 처벌조항 377 - 아델레 툴리
- 버스 패스 - 나리사 리
- Cross Your Fingers - 장윤주
- 디피컬트 러브 - 자넬레 무홀리 외1명
- 레즈비언 전단지 - 로라 테루소
- 열성 형질 - 로건 키벤스
- 별로 다를 거 없어 - 리사 어들슨 외1명
- 쓰야코 - 미추요 미야자키

### 쟁점들
- !여성 예술 혁명: 감춰진 역사 - 린 허쉬만
- 잿더미에서 본 희망 - 카마나카 히토미
- 자유의 쓴 맛 - 마리나 골도브스카야
- 희망버스, 러브 스토리 - 박성미
- 노래는 노래한다 - 심혜정
- 깔깔깔 희망버스 - 이수정

### 다큐멘터리 옥랑문화상
- 간지들의 하루 - 이숙경

### 오픈 시네마
- 앨버트 놉스 - 로드리고 가르시아
- 해피 이벤트 - 레미 베잔송
- 더 레이디 - 뤽 베송
- 혜화,동 - 민용근

### 아시아 스펙트럼
- 3.11 여기에 살아 - 가샤 쿄코
- 사춘기의 끝 - 기무라 쇼코
- 굿바이 UR - 일본 공공주택의 위기 - 하야카와 유미코
- 달빛 아래에서 - 야간고등학교의 기억 - 오타 나오코
- 요시코와 유리코 - 하마노 사치
- 한밤중에 활극을 - 요코하마 사토코
- 할머니 여자아이 - 요코하마 사토코
- 치에미와 고쿤파초 - 요코하마 사토코
- 크시코스의 우편마차 - 벳부 유미코
- 나중의 축제 - 세타 나쓰키
- 바빌론에서의 하루 - 기무라 아리코
- 봄까지 열흘간 - 스테파니 코크
- 최후의 탱고 - 구마가이 마도카
- 주룩주룩 - 호시자키 구미코
- 가슴이여 영원히 - 다나카 기누요
- 여자들만의 밤 - 다나카 기누요

### 멕시코 여성영화 특별전
- 허브 치료사 - 마리아 노바로
- 자피르를 위한 수업 - 카롤리나 리바스 외1명
- 랜드 레이디 - 리세테 아르게요
- 5 조각의 기억 - 오리아나 알카이네 외1명
- 앰뷸런스 뮤직 - 파울라 마르코비치
- 파란 풍선 - 이사벨 아세베도
- 욕망 - 마리 베니토
- 하신타: 기억의 뜨개질 - 카를라 카스타녜다
- 이 세상에서 - 페르난다 발라데스
- 비를 보다 - 엘리사 밀러

### 다문화 시민영상: 슬로우 슬로우 퀵 퀵
- 소망 - 양려화 외1명
- 나를 찾아 떠나는 여행 - 변성원
- 이주여성의 체류이야기 - 레티마이 투
- 불우이웃이 필요하세요? - 김민정
- 바람 둘 - 박정언
- 엄마, 학교에 가야한다구요? - 서울국제여성영화제 프로젝트 그룹 여이주
- 22살 나의 이야기 - 김은별
- 꿈을 찾아가는 나 - 강희송
- 하늘꿈학교 - 이진주
- 사랑은 우연을 좋아하나 봐요 - 김연주
- 1 + 1 = 1 - 서명성
- 하늘 집으로 가는 길 - 손금주
- 학교 가는 길 - 이평 외1명
- 굿모닝 - 강형근
- 화장실에서 느껴지는 공감 - 김동진
- 개 - 김현중
- 특별한 간식 - 김다원
- 동생과 나 - 김동현
- 메이킹 다큐멘터리 - 안형준 외2명
- 우리는 자매 - 황동홍
- 我們的未 우리들의 미래 - 이태성

### 친밀성과 관계를 들여다보는 새로운 눈 - 가족과 공동체
- 모든 것은 바다가 된다 - 야마다 아카네
- 지상의 별처럼 - 아미르 칸
- 스카이랩 - 줄리 델피
- 밤의 이야기 - 미셸 오슬로
- 안녕, 안녕 - 유동혁 외1명
- 레옹 - 이기영
- 티나노 - 유승철 외2명
- 꼬끼오 - 김진동 외2명